# Johan de Liefde (viceadmiraal)

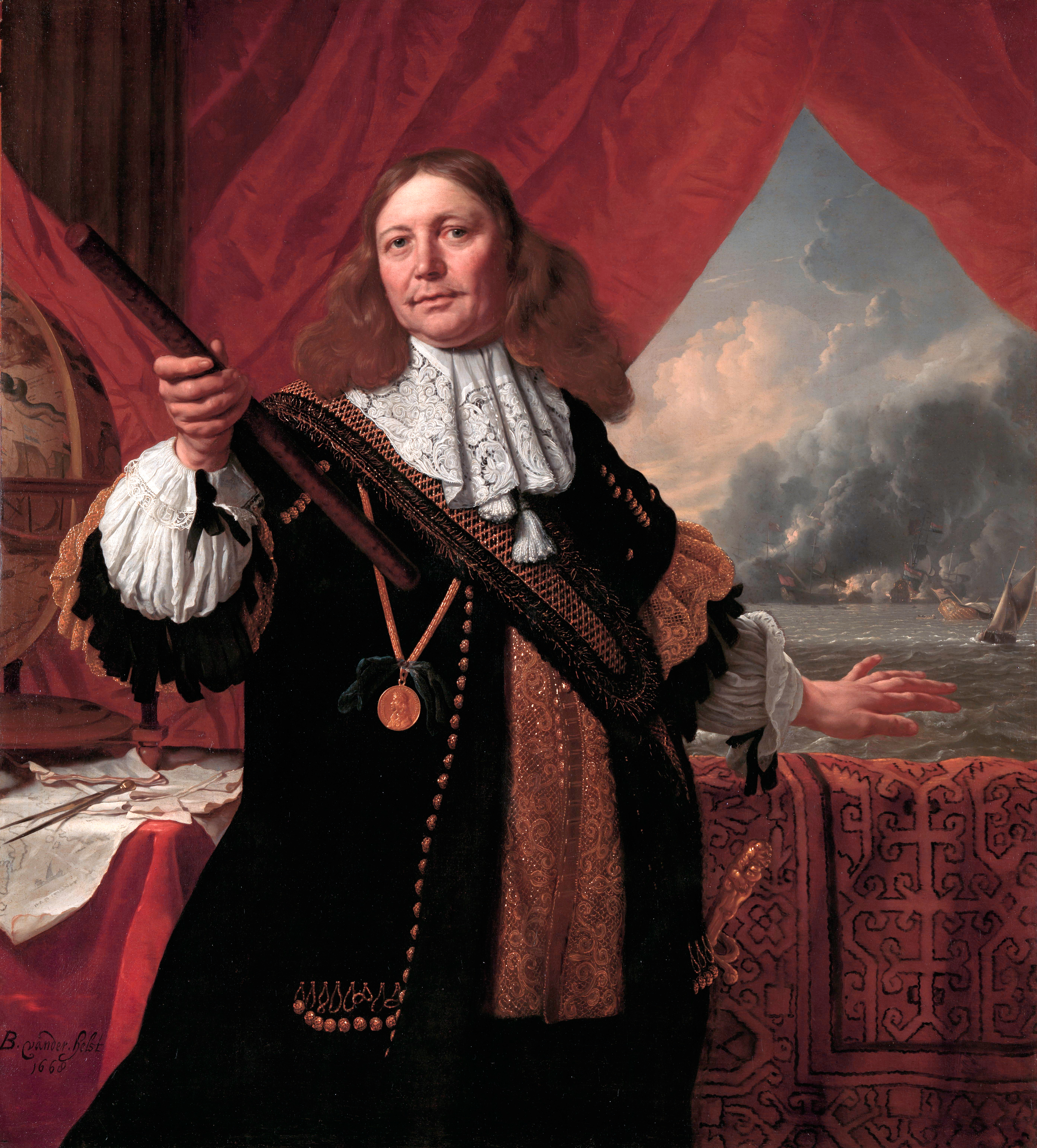
Johan de Liefde, schilderij van Bartholomeus van der Helst in het Rijksmuseum Amsterdam

Johan (of Jan) Evertsen de Liefde (Rotterdam, circa 1619 - 21 augustus 1673) was viceadmiraal van Holland en West-Friesland onder de raad van de Admiraliteit van Rotterdam.

## Levensloop en loopbaan
Jan de Liefde was de jongere broer van kapitein Cornelis de Liefde en de vader van kapitein Pieter de Liefde. Op 16 juni 1644 werd hij benoemd tot kapitein bij de Admiraliteit van de Maze. Hij vocht dat jaar op de Middellandse Zee-vloot tegen de Barbarijse kapers van Algiers en nam een kaperschip prijs. Dat lukte hem kort daarna ook tegen de Duinkerker kapers. Tijdens de Eerste Engels-Nederlandse Oorlog werd hij opnieuw kapitein, vermoedelijk op het directieschip de Jonas en de Dordrecht. In de Slag bij de Singels was hij onder Johan Evertsen commandeur toen Michiel de Ruyter Witte de With moest vervangen. In 1656 deed hij als kapitein van de Hollandia mee aan het ontzet van Danzig. Op 4 november 1657 won hij, met een deel van de blokkadevloot van Jacob van Wassenaer Obdam voor de rede van Lissabon, een schip van de Portugese suikervloot. Hij deed mee op de Dordrecht aan de Slag in de Sont in 1658. In 1659 werd hij gewoon kapitein. In 1661 maakte hij deel uit van het eskader van Michiel de Ruyter in de Middellandse Zee als kapitein van de Stad Utrecht.
In de aanloop naar de Tweede Engels-Nederlandse Oorlog werd hij op 29 januari 1665 aangesteld als waarnemend schout-bij-nacht als opvolger van Aert Jansse van Nes; op 15 juni volgde de vaste aanstelling in die functie. Tijdens de Slag bij Lowestoft vocht hij op de Klein Hollandia als tweede in bevel in het tweede eskader onder luitenant-admiraal Johan Evertsen. Op 24 februari 1666 volgde de bevordering tot waarnemend viceadmiraal, opnieuw als opvolger van Van Nes. Hij vocht in de Vierdaagse Zeeslag; op de vierde dag omsingelde zijn smaldeel het flottielje van admiraal Christopher Myngs en deze beruchte Engelse boekanier werd dodelijk gewond door twee schoten van een scherpschutter op De Liefdes vlaggenschip, de Ridderschap van Holland. Op 5 september werd hij tot viceadmiraal benoemd. De Liefde veroverde in de Tocht naar Chatham, als onderbevelhebber in het eskader van Willem Joseph van Ghent, het Engelse vlaggenschip de HMS Royal Charles. Hij kreeg daarvoor van de Staten-Generaal een gouden ereketting met medaille.
Na deze oorlog liet hij in 1668 zijn portret schilderen door Bartholomeus van der Helst, nu het bezit van het Rijksmuseum. In 1670 vocht hij weer tegen de Barbarijse kapers.
Tijdens de Derde Engels-Nederlandse Oorlog deed hij mee aan alle vier de grote zeeslagen. In de Slag bij Solebay vocht hij op de Maagd van Dordrecht. Tijdens de Eerste Slag bij het Schooneveld raakte hij op de Vrijheid door een splinter aan het voorhoofd gewond. Na de tweede slag werd hij, net als zijn collega Isaac Sweers, door Cornelis Tromp van lafheid beschuldigd, misschien om politieke redenen want De Liefde was een persoonlijke vriend van De Ruyter. Voordat hij zijn eer in persoon kon verdedigen, sneuvelde hij in de Slag bij Kijkduin op 21 augustus 1673. Zijn broer Kees raakte in hetzelfde gevecht dodelijk gewond. Zijn zoon Pieter de Liefde was in die slag vlaggenkapitein van De Zeven Provinciën. Zijn latere opvolger Jan Jansse van Nes nam het commando over.

## Na zijn dood
De Liefde werd begraven in de Grote Kerk te Rotterdam. Later kreeg hij, als laatste admiraal van Rotterdam, een praalgraf in de vorm van een verhoogde grafzerk waarop de Faam afgebeeld stond die zijn roem in het rond bazuinde, dat in het bombardement van 14 mei 1940 verloren zou gaan. Het grafdicht van Joannes Antonides van der Goes luidde:
DE LIEFDE d'eer der Maas rust onder dezen steen
Die in acht Krijgen en vervaerlike oorloghstochten
Den Teems, de Seine en Zont en Iber heeft bevochten
En winnaer aen den Taag vertoonde zijn Trofeen
De Faem, ter grafzerk van den Zeeheldt uytgeborsten
Strekt Hem een tombe, langh verschuldight aen zijn swaert
Vervult al't aerdrijk, met sijn glorie en vervaert,
Noch met de schrik zijns naems, de vijantelijcke vorsten
Al wierd de zee geverwt met zijn doorluchtig bloet
En 't lighaem hier vergaet, nog leeft hij door zijn moet.
De twee voorlaatste gepubliceerde gedichten van Joost van den Vondel (Poëzy, 1682) herdenken hem:
Zoo leeft DE LIEFDE tot het vrye vaderlant,
Die al den Oceaen in vlammen zette en brant,
En menigh Zeegevecht verduurde een ry van jaren,
Gelyck een ysere rots, beschuimt van bloet en baren.
Vraegh Chattam, Teems, en Zont, en al de kust rondom.
De Maes stont dikwyl voor dit hollantsch wonder stom.
's Mans wys en kloek beleyt, en moedt, en zeevaerts kennis,
En deught beschamen zelfs de nyt en lasterschennis.
Een kogel trof zyn borst, die zoo veel vlooten tart;
Maer dieper Ruyter en 's lants Zeeraet in het hart.
ILLE VELUT PELAGI RUPES IMMOTA RESISTIT
en
Hier rust 's lants Liefde, of eer een deel gescheurt aen flenteren,
Hy schuwde schutgevaert van verre, en paste t'enteren,
Getroost te winnen, oft te sterven, als een helt.
Beleit en moedt betoomt het grootste zee gewelt.
van welk gedicht een tweede versie bestaat:
Hier rust 's lants Liefde, die twee koninklijke vlooten
Bestrijdende onvertsaeght ten leste wert geschooten,
Getroost te winnen, of te sterven als een heldt.
Beleidt en moedt betoomt al 't Britsch en Fransch gewelt.